# EuroVelo

Mapa de las rutas EuroVelo actuales

EuroVelo es una red de rutas ciclistas de larga distancia que atraviesan Europa en toda su extensión. En el año 2021, hay 17 rutas definidas con unos recorridos que suman cerca de 90 000 km.
Esta red transfronteriza es un proyecto iniciado por la Federación Europea de Ciclistas (ECF, por sus siglas en inglés), con sede en Bruselas. El objetivo es desarrollar una infraestructura que permita el cicloturismo nacional e internacional, así como otros desplazamientos menores en bicicleta.

## Historia
Un antecedente importante de EuroVelo fue la red de rutas ciclistas nacionales en Dinamarca. Más tarde, en el año 1995 en Bruselas, se formó un grupo de trabajo dentro de la ECF para estudiar la creación de una red europea de rutas ciclistas. De este grupo salió una primera propuesta de 12 recorridos.
En 1996 se celebró en Brujas (Bélgica) una reunión que estudió las posibilidades de desarrollo de una red ciclista de larga distancia europea. Posteriormente, en Bruselas, con asistencia de Jens Erik (Dinamarca), Chris Heymans (Noruega), Phil Insall (Reino Unido), Marie Caroline (ECF) y Joaquín Jiménez (España), se celebró una nueva reunión para preparar el mapa y el logotipo de EuroVelo.
El día 21 de noviembre de 1997 se presentó oficialmente el proyecto en Logroño (España), por Robert Coleman, director general de Transportes de la Comisión Europea. Años después, en el 2001, se abrió la primera ruta: La denominada EuroVelo 12, la ruta ciclista del Mar del Norte.
En los inicios del proyecto colaboraron la organización danesa Frie Fugle y la británica Sustrans. Finalmente, en el año 2007 asumió toda la responsabilidad la Federación Europea de Ciclistas (ECF).
En diciembre del año 2011, el pleno del Parlamento Europeo solicitó que la red EuroVelo fuera incluida en la Red Transeuropea de Transporte (TEN-T), pero la Comisión Europea no lo tomó en consideración.
En octubre del año 2015, en Luxemburgo, todos los ministros de transportes de la Unión Europea, firmaron la Declaración sobre el ciclismo como medio de transporte respetuoso con el clima.
El día 8 de marzo de 2019 se presentó la nueva ruta EuroVelo 19, la Ruta ciclista del Mosa, que hace la número 17 de las puestas en servicio. Se trata de un recorrido de 1050 km, siguiendo el curso de ese río por carreteras señalizadas, a través de Francia, Bélgica y Países Bajos.

## Actividad
EuroVelo se organiza a través de su oficina central situada en Bruselas y cuenta con el apoyo de la Unión Europea. La financiación de sus inicios fue el 50% de la Unión Europea y el otro 50% por diferentes administraciones. EuroVelo tiene representantes de las instituciones y entidades europeas que participan en el proyecto.
Para cada ruta, se crea un consorcio de la ruta. En ese consorcio se incluyen las administraciones locales, regionales o nacionales afectadas, así como los grupos de ciclistas o asociaciones interesadas. En España participan la Fundación de los Ferrocarriles Españoles (FFE) y los grupos de ConBici (Coordinadora en defensa de la bicicleta).

## Características

Señalización EuroVelo

EuroVelo está basada en rutas regionales o nacionales ya existentes o futuras, que formen un recorrido superior a los 1000 km y con el paso por, al menos, dos países. El trazado debe cumplir con algunas recomendaciones:
- No tener pendientes superiores al 6%

- Estar pavimentado, por lo menos, en el 80% del recorrido.

- Tener una anchura mínima que permita el paso de dos bicicletas.

- Sin tráfico motorizado o de un promedio no superior a 1000 vehículos al día.

- Estar abierto durante todo el año, con posibilidad de avituallamiento y hospedaje.

## Clasificación de las rutas
En una red tan extensa, existen diferencias en las condiciones de los trayectos, incluso dentro de una misma ruta. Por ello, la Federación Europea de Ciclistas ha definido algunas categorías comunes a toda la red, considerando la fase de desarrollo en que se encuentran los trayectos de las rutas:
- Planificada, el recorrido es una propuesta y la ruta no está completamente señalizada, pudiendo incluir tramos peligrosos.

- En desarrollo, la ruta está señalizada y puede seguirse, aunque podrían existir algunos tramos necesitados de más desarrollo.

- Desarrollada, la ruta puede seguirse por la señalización nacional.

- Desarrollada y señalizada, la ruta puede seguirse por la señalización propia de EuroVelo.

- Certificada, ruta completada, señalizada con EuroVelo, inspeccionada y certificada según la Norma de Certificación Europea.[10]

En el año 2021, la única ruta certificada es la EuroVelo 15, Ruta del Rin, que cumple con todos los criterios necesarios. En cualquier caso, para que una ruta sea incluida en la red EuroVelo, no es obligatorio llegar a la fase de certificada.

## España
Tres de las rutas existentes en EuroVelo pasan por España:
- EuroVelo 1, Ruta de la Costa Atlántica, cruza todo el país, entrando por el puente del Bidasoa en Irún (Guipúzcoa) y saliendo por Ayamonte (Huelva) en dirección a Portugal.

- EuroVelo 3, Ruta de los Peregrinos, que entra por Roncesvalles (Navarra) y termina en Santiago de Compostela.

- EuroVelo 8, Ruta del Mediterráneo, que se inicia en Cádiz y sale por La Junquera (Gerona) en dirección a Francia.

La EuroVelo 1 está desarrollada y con señales EuroVelo en su mayor parte (desde Santo Domingo de la Calzada (La Rioja) hasta El Real de la Jara (Sevilla). El resto del recorrido se considera en desarrollo (salvo el tramo entre Valverde del Camino y Ayamonte (Huelva) que ya está desarrollado).
La EuroVelo 3 se considera en desarrollo (excepto el tramo desde Santo Domingo de la Calzada hasta Frómista (Palencia) que comparte con la EuroVelo 1 y está desarrollado con señales EuroVelo).
La EuroVelo 8 está desarrollada en las provincias de Cádiz y Almería, con tramos planificados o en desarrollo en las provincias de Málaga y Granada. También, en desarrollo en Murcia y sur de la provincia de Alicante. Desde Elche hasta Castalla (Alicante) se considera desarrollada. A partir de aquí y hasta Sils (Gerona ) se considera planificada. Desde Sils a la frontera con Francia en La Junquera está desarrollada y con señalización EuroVelo.

## Rutas, recorridos y países
| RUTA | NOMBRE                       | Recorrido | Países | Longitud (km) |
| ---- | ---------------------------- | --- | --- | ------------- |
| EV1  | Ruta de la Costa Atlántica   | Cabo Norte (EV7 inicio, EV11 inicio) - Tromsø - Vestvågøy - Bodø - Trondheim (EV3 inicio) - Bergen (EV12) - Aberdeen (EV12) - Inverness (EV12 ) - Glasgow - Stranraer - Belfast - Lisburn - Strabane - Londonderry - Sligo - Galway (EV2 inicio) - Limerick - Waterville - Cork - Rosslare - Fishguard - Newport - Bristol (EV2) - Plymouth - Roscoff (EV4 inicio) - Nantes (EV6) - La Rochelle - Arcachón - Bayona - Hendaya - Irún - Pamplona (EV3) - Logroño - Burgos - Palencia - Valladolid - Zamora - Salamanca - Cáceres - Zafra - Huelva - Ayamonte - Vila Real de Santo António - Faro - Sagres - Setúbal - Lisboa - Figueira da Foz - Oporto - Caminha | Noruega, Reino Unido, Irlanda, Francia, España, Portugal | 11 000        |
| EV2  | Ruta de las Capitales        | Galway (EV1) - Athlone - Dublín - Holyhead - Brístol (EV1) - Bath - Reading - Londres (EV12) - Harwich - Hoek van Holland (EV12, EV15, EV19) - La Haya (EV12) - Utrecht - Münster (EV3) - Dessau - Berlín (EV7) - Poznan (EV9) - Varsovia (EV11) - Minsk - Moscú | Irlanda, Reino Unido, Países Bajos, Alemania, Polonia, Bielorrusia, Rusia | 5 000         |
| EV3  | Ruta de los Peregrinos       | Trondheim (EV1) - Lillehammer - Oslo - Halden - Strömstad - Gotemburgo (EV12) - Frederikshavn (EV12) - Aalborg - Viborg - Vejen - Padborg - Flensburgo - Hamburgo (EV12) - Münster (EV2) - Wesel (EV15) - Düsseldorf (EV4) - Colonia - Aquisgrán - Lieja (EV19) - Namur (EV5, EV19) - Charleroi - Maubeuge - París - Orleans (EV6) - Tours (EV6) - Burdeos - San Juan Pie de Puerto - Roncesvalles - Pamplona (EV1) - Logroño - Burgos - Frómista (EV1) - León - Ponferrada - Sarria - Santiago de Compostela | Noruega, Suecia, Dinamarca, Alemania, Bélgica, Francia, España | 5 300         |
| EV4  | Ruta de Europa Central       | Roscoff (EV1) - Monte Saint-Michel - Cherburgo - Le Havre - Calais (EV5, EV12) - Flesinga (EV12) - Venlo - Düsseldorf (EV3, EV15) - Bonn (EV3, EV15) - Frankfurt - Cheb (EV13) - Karlovy Vary - Praga (EV7) - Brno (EV9) - Cracovia (EV11) - Lviv - Kiev | Francia, Bélgica, Países Bajos, Alemania, República Checa, Polonia, Ucrania | 5 100         |
| EV5  | Ruta Romea Francígena        | Canterbury (EV12) - Dover (EV12) - Calais (EV4, EV12) - Lille - Bruselas - Namur (EV3, EV19) - Luxemburgo - Saarbrücken - Estrasburgo (EV15) - Mulhouse (EV6) - Basilea (EV6, EV15) - Andermatt (EV15 inicio, EV17 inicio) - Lucerna - Milán - Pavía (EV8) - Piacenza (EV8) - Lucca - Siena - Roma (EV7) - Benevento - Brindisi | Reino Unido, Francia, Bélgica, Luxemburgo, Alemania, Suiza, Italia | 3 200         |
| EV6  | Ruta Atlántico-Mar Negro     | Saint-Brevin-les-Pins (EV1) - Nantes (EV1) - Tours (EV3) - Orleans - Besanzón - Mulhouse (EV5) - Basilea (EV5, EV15) - Radolfzell - Ulm - Ratisbona - Passau (EV7) - Linz (EV7) - Viena (EV9) - Bratislava (EV13) - Budapest - Osijek - Belgrado - Pančevo (EV11) - Bela Crkva (EV13) - Drobeta-Turnu Severin (EV13) - Vidin/Calafat - Ruse/Giurgiu - Silistra - Brăila - Constanza | Francia, Suiza, Alemania, Austria, Eslovaquia, Hungría, Croacia, Serbia, Rumanía, Bulgaria | 4 450         |
| EV7  | Ruta del Sol                 | Cabo Norte (EV1 inicio, EV11 inicio) - Haparanda (EV10) - Sundsvall (EV10) - Gotemburgo (EV3, EV12) - Helsingborg - Copenhague (EV10) - Gedser - Rostock (EV10, EV13) - Berlín (EV2) - Dresde - Praga (EV4) - Linz (EV6) - Salzburgo - Bolzano - Mantua (EV8) - Bolonia - Florencia - Roma (EV5) - Nápoles - Catanzaro - Catania - La Valeta | Noruega, Finlandia, Suecia, Dinamarca, Alemania, República Checa, Austria, Italia, Malta | 7 700         |
| EV8  | Ruta Mediterránea            | Cádiz - Málaga - Almería - Murcia - Alicante - Valencia - Castellón - Tarragona - Barcelona - Béziers - Sète (EV17) - Cannes - Niza - Turín - Pavía (EV5) - Mantua (EV7) - Venecia - Trieste (EV9) - Koper - Pula (EV9 final) - Zadar - Split - Dubrovnik - Tivat - Kotor - Shkodër - Tirana - Vlorë - Patras - Atenas (EV11 final) - Bergama - Esmirna - Selçuk - Nicosia - Larnaka - Limasol - Pafos - Poli Crysochous - Nicosia | España, Francia, Italia, Eslovenia, Croacia, Montenegro, Albania, Grecia, Turquía, Chipre | 7 500         |
| EV9  | Ruta Báltico-Adriático       | Gdansk (EV10, EV13) - Poznań (EV2) - Breslavia - Olomouc - Brno (EV4) - Břeclav - Viena (EV6) - Maribor - Liubliana - Trieste (EV8) - Pula (EV8) | Polonia, República Checa, Austria, Eslovenia, Italia, Croacia | 2 050         |
| EV10 | Ruta del Mar Báltico         | Gdansk (EV9 inicio, EV13) - Rostock (EV7, EV13) - Kiel - Sønderborg - Copenhague (EV7) - Malmö - Kalmar - Estocolmo - Sundsvall (EV7) - Umeå (EV7) - Oulu (EV11) - Vaasa - Turku - Helsinki (EV11) - Virolahti (EV13) - San Petersburgo (EV13) - Tallin (EV11, EV13) - Riga (EV13) - Klaipėda (EV13) - Kaliningrado (EV13) - Gdansk | Polonia, Alemania, Dinamarca, Suecia, Finlandia, Rusia, Estonia, Letonia, Lituania | 9 000         |
| EV11 | Ruta de Europa del Este      | Cabo Norte (EV1 inicio, EV7 inicio) - Inari (EV13) - Rovaniemi - Oulu (EV10) - Kuopio - Helsinki (EV10) - Tallin (EV10, EV13) - Tartu - Daugavpils - Vilna - Varsovia (EV2) - Cracovia (EV4) - Košice - Szeged (EV13) - Pančevo (EV6) - Skopie - Salónica - Larisa - Atenas (EV8) | Noruega, Finlandia, Estonia, Letonia, Lituania, Polonia, Eslovaquia, Hungría, Serbia, Macedonia del Norte, Grecia                                                                                            | 6 550         |
| EV12 | Ruta del Mar del Norte       | Bergen (EV1) - Stavanger - Kristiansand - Gotemburgo (EV3) - Halmstad - Grenaa - Esbjerg - Hamburgo (EV3) - Bremerhaven - Den Helder - La Haya (EV2) - Flesinga (EV4) - Dunkerque - Calais (EV4, EV5) - Dover (EV5) - Canterbury (EV5) - Londres (EV2) - Norwich - Hull - Newcastle - Edimburgo - Aberdeen (EV1) - Inverness (EV1) - Thurso - Islas Orcadas - Islas Shetland - Bergen | Noruega, Suecia, Dinamarca, Alemania, Países Bajos, Bélgica, Francia, Reino Unido | 7 050         |
| EV13 | Ruta del Telón de Acero      | Grense Jakobselv - Kirkenes - Inari (EV11) - Sodankylä (EV11) - Suomussalmi - Lappeenranta - San Petersburgo (EV10) - Tallin (EV10, EV11) - Riga (EV10) - Klaipėda (EV10) - Kaliningrado (EV10) - Gdansk (EV9, EV10) - Greifswald (EV10) - Rostock (EV7, EV10) - Lübeck - Eschwege - Cheb (EV4) - Bratislava (EV6) - Donji Miholjac - Szeged (EV11) - Vršac - Drobeta-Turnu Severin (EV6) - Zaječar - Pirot - Kyustendil - Strumica - Pétrich - Smolyan - Kyprinos - Edirne - Kırklareli - Malko Tarnovo - Rezovo | Noruega, Finlandia, Rusia, Estonia, Letonia, Lituania, Polonia, Alemania, República Checa, Austria, Eslovaquia, Hungría, Eslovenia, Croacia, Serbia, Rumanía, Bulgaria, Macedonia del Norte, Grecia, Turquía | 9 950         |
| EV14 | Ruta Aguas de Europa Central | Zell am See - Bischofshofen (EV7) - Liezen - Graz - Fehring (EV9) - Gleisdorf - Szentgotthárd (EV13) - Keszthely - Székesfehérvár - Velence | Austria, Hungría | 1 125         |
| EV15 | Ruta del Rin                 | Andermatt (EV5, EV17 inicio) - Chur - Grabs - Lustenau -Constanza - Öhningen - Schaffhausen - Basilea (EV5, EV6) - Rosenau/ Weil am Rhein - Biesheim/Breisach - Estrasburgo - Karlsruhe - Mannheim - Worms/Biebesheim am Rhein - Maguncia (EV4) - Bingen (EV4) - Coblenza (EV4) - Bonn (EV3, EV4) - Colonia (EV3, EV4) - Düsseldorf (EV3) - Duisburgo (EV3) - Rheinberg/Wesel - Xanten/ Emmerich am Rhein - Arnhem (EV2) - Leerdam - Róterdam (EV19) - Hoek van Holland (EV2, EV12, EV19) | Suiza, Alemania, Francia, Países Bajos | 1 500         |
| EV17 | Ruta del Ródano              | Andermatt (EV5, EV15 inicio) - Puerto de Furka - Brig - Sierre - Sitten - Martigny - Saint-Gingolph/Vevey - Thonon-les-Bains/Lausana - Ginebra - Lyon - Valence - Aviñón - Tarascon Ramal Este: Tarascon – Arlés – Port-Saint-Louis-du-Rhône Ramal Oeste: Tarascon – Saint-Gilles - Palavas-les-Flots - Sète (EV8) | Suiza, Francia | 1 250         |
| EV19 | Ruta del Mosa                | Langres - Neufchâteau - Commercy - Verdún - Stenay - Charleville-Mézières - Dinant - Namur (EV3, EV5) - Lieja - Maastricht - Venlo - Cuijk - Den Bosch - Dordrecht - Hoek van Holland (EV2, EV12, EV15) - Róterdam (EV15) | Francia, Bélgica, Países Bajos | 1 050         |

NOTAS:
- Las rutas impares son en dirección norte-sur y las pares son en dirección oeste-este, por esa razón no existe la ruta EuroVelo 16 ni la EuroVelo 18